# Black Diamond Equipment
Black Diamond Equipment, Ltd. è un'azienda statunitense con sede a Salt Lake City, Utah, che produce attrezzatura per l'arrampicata, lo sci alpinismo e l'alpinismo.

## Storia

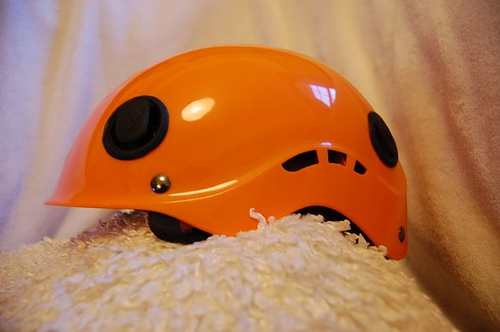
Casco di produzione Black Diamond

La Black Diamond è stata fondata il 1º dicembre 1989, quando la proprietà della Chouinard Equipment Ltd fu acquisita da Peter Metcalf, Meredith Saarinen, Hong Kyu Kwak, e da altri precedenti dirigenti della Chouinard assieme ad alcuni investitori esterni. La nascita della nuova compagnia venne facilitata da Yvon Chouinard, che prolungò le scadenze in modo che le finanze potessero essere sistemate.
Alla fine degli anni ottanta, la Chouinard Equipment Ltd. era coinvolta in varie azioni legali scatenate per la maggior parte da persone estranee al mondo dell'arrampicata, le quali criticavano non l'effettiva efficienza dei materiali, bensì l'insufficienza di avvertenze sui pericoli di tale sport. Per questo motivo Yvon Chouinard dichiarò la compagnia in bancarotta all'inizio del 1989.
All'inizio la sede della Black Diamond venne situata in un magazzino della Patagonia (azienda di abbigliamento), presso Ventura, California, in seguito fu spostata presso Salt Lake City, Utah, il 1º settembre 1991. La Black Diamond divenne così un produttore di attrezzature per l'arrampicata, l'alpinismo e lo scialpinismo di alta qualità. Tutti gli equipaggiamenti vengono prodotti in una fabbrica di Salt Lake City, inclusi i materiali d'arrampicata, mentre l'azienda distribuisce anche altri marchi quali Beal Ropes e Fritschi Diamir.
Il marchio collabora e supporta alcuni gruppi ed associazioni noprofit quali l'Access Fund, la Nature Conservancy, lo Utah Avalanche Forecast Center, la Southern Utah Wilderness Alliance, l'American Alpine Club.